# 全国障害者スポーツ大会

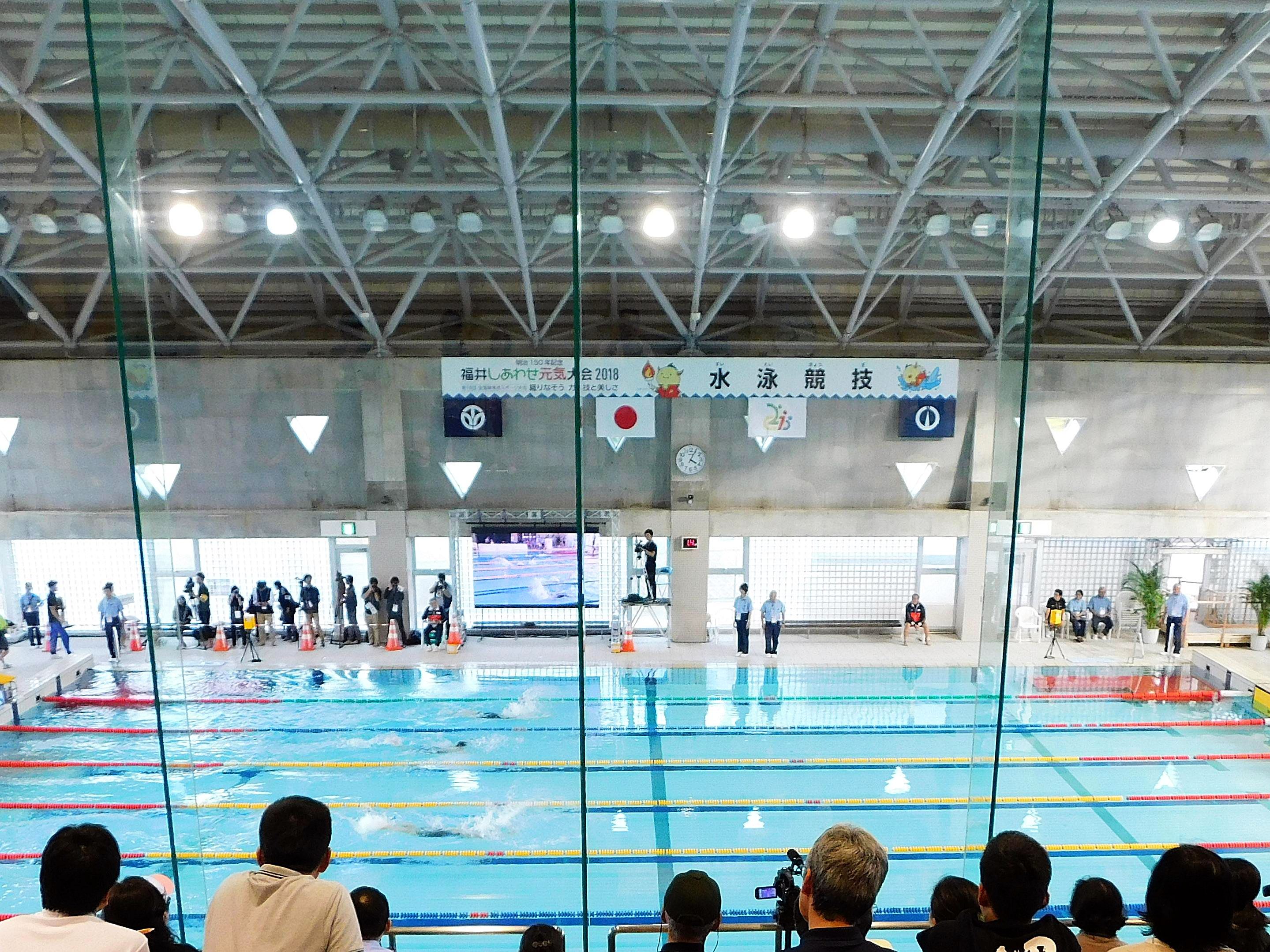
第18回大会（福井しあわせ元気大会）水泳競技

全国障害者スポーツ大会（ぜんこくしょうがいしゃスポーツたいかい）は、第56回（2001年）の国民スポーツ大会（旧国民体育大会）から設立された障害者のスポーツ大会である。主催は文部科学省・日本パラスポーツ協会・開催都道府県・政令指定都市など。2013年までは厚生労働省が主催していた。開会式には秋篠宮皇嗣夫妻が出席されており、2001年の第1回から2018年の第18回大会まで皇太子・同妃雅子が出席していた。
これまで障害者のスポーツ大会としては全国身体障害者スポーツ大会（1965年設立）と全国知的障害者スポーツ大会（1992年設立）の2大会があったが、それらを一つにまとめて障害者に対するスポーツの普及また障害者の社会参加推進、さらにスポーツを通しての友情と国民のバリアフリーの意識を高めてもらおうと企画された。開催は毎年、秋季大会（第6回（2006年）以降は夏季・秋季一体型で開催）の開催終了後に国スポの会場と同じ施設を使って3日間に渡り開催される。国スポとは異なり、大会会長は都道府県知事が務め、副会長に政令市長が務めている（政令市のある道府県のみ）。これはねんりんピックと同様の措置である。2031年の第30回から全国パラスポーツ大会に変更予定。ちなみに、障害者スポーツ大会は、夏季国スポに相当する大会のみであり、冬季国スポに相当する大会はない。
なお、大会歌は南こうせつ作曲の「空よ大地よ」（作詞は一般公募で選考したもので、長沢美代子、高畑葉都子が共作、補作が喜多條忠）。
一般的な愛称として､障スポ（しょうすぽ）と呼ばれる。

## 大会の歴史
| 回数   | 年     | 名称                           | 開催地   |
| ------ | ------ | ------------------------------ | -------- |
| 1      | 2001年 | 翔く・新世紀みやぎ大会         | 宮城県   |
| 2      | 2002年 | よさこいピック高知             | 高知県   |
| 3      | 2003年 | わかふじ大会                   | 静岡県   |
| 4      | 2004年 | 彩の国まごころ大会             | 埼玉県   |
| 5      | 2005年 | 輝いて!おかやま大会            | 岡山県   |
| 6      | 2006年 | のじぎく兵庫大会               | 兵庫県   |
| 7      | 2007年 | 秋田わか杉大会                 | 秋田県   |
| 8      | 2008年 | チャレンジ!おおいた大会        | 大分県   |
| 9      | 2009年 | トキめき新潟大会               | 新潟県   |
| 10     | 2010年 | ゆめ半島千葉大会               | 千葉県   |
| 11     | 2011年 | おいでませ!山口大会            | 山口県   |
| 12     | 2012年 | ぎふ清流大会                   | 岐阜県   |
| 13     | 2013年 | スポーツ祭東京2013             | 東京都   |
| 14     | 2014年 | 長崎がんばらんば大会           | 長崎県   |
| 15     | 2015年 | 紀の国わかやま大会             | 和歌山県 |
| 16     | 2016年 | 希望郷いわて大会               | 岩手県   |
| 17     | 2017年 | 愛顔つなぐえひめ大会           | 愛媛県   |
| 18     | 2018年 | 福井しあわせ元気大会           | 福井県   |
| （19） | 2019年 | いきいき茨城ゆめ大会（中止）   | 茨城県   |
| （20） | 2020年 | 燃ゆる感動かごしま大会（延期） | 鹿児島県 |
| （21） | 2021年 | 三重とこわか大会（中止）       | 三重県   |
| 22     | 2022年 | いちご一会とちぎ大会           | 栃木県   |
| （特） | 2023年 | 燃ゆる感動かごしま大会         | 鹿児島県 |
| 23     | 2024年 | SAGA2024                       | 佐賀県   |
| 24     | 2025年 | わたSHIGA輝く障スポ            | 滋賀県   |
| 25     | 2026年 | 青の煌めきあおもり障スポ       | 青森県   |
| 26     | 2027年 | 日本のひなた宮崎障スポ         | 宮崎県   |
| 27     | 2028年 | 信州やまなみ障スポ             | 長野県   |

### 備考
- 第10回（2010年）：前身の全国身体障害者スポーツ大会を含め開閉会式は史上初の屋内で行われた。
- 第19回（2019年）：令和元年東日本台風（台風19号）の接近に伴い、全日程（全競技）の中止が決定した[2]。
- 第20回（2020年）・第21回（2021年）：いずれも新型コロナウィルスの感染拡大の影響により中止。第20回大会はその代替として2023年に「特別回」（通算の回次には計上しない）として延期。第21回大会は国体規定による6年後以後（2027年以後）の延期申し出を行わなかったため完全欠番となった。

## 出場条件
大会に出場するには個人競技においては各都道府県、政令指定都市主催の障害者スポーツ大会（名称は各都道府県などで異なる）において上位入賞（競技は組で実施され、その中から全体で優勝もしくは準優勝、3位以内（またはそれに準ずる成績））の成績を上げて各都道府県、政令指定都市の各都道府県障害者スポーツ協会、各障害者団体の代表者で構成される派遣選手選考委員会において推薦を受けた者とする。団体競技においては6ブロック（北海道・東北、関東、北信越・東海、近畿、中国・四国、九州）による予選会を実施し、その予選会において原則的に優勝しなければならない。なお個人競技の枠については前年度の障害者手帳（身体障害者手帳、療育手帳）の交付数にもとづいて主催の文科省・JPSAより、各都道府県・政令指定都市別に参加割当数の提示があり、その割当数を基本に大会開催県実行委員会より競技別の枠が示されて各都道府県の選考委員会において調整する。各都道府県・政令指定都市の選考基準は全国一律ではなく、まちまちである。また都道府県によっては、個人競技で前年度全国障害者スポーツ大会に出場した選手が出た地区からは、その開催年の全国障害者スポーツ大会には出場させないとの選考基準もある。

## 実施競技

### 正式競技
2024年現在。

#### 個人競技
| - 陸上競技 - 競走種目 - 50m - 100m - 200m - 400m - 800m - 1500m - スラローム - 4×100mリレー（男女混合） - 跳躍種目 - 走高跳 - 立幅跳 - 走幅跳 - 投てき種目 - 砲丸投 - ソフトボール投 - ジャベリックスロー - ビーンバッグ投 | - 水泳 - 25m自由形 - 50m自由形 - 25m背泳ぎ - 50m背泳ぎ - 25m平泳ぎ - 50m平泳ぎ - 25mバタフライ - 50mバタフライ - 4×50mフリーリレー（男女混合） - 4×50mメドレーリレー（男女混合） - アーチェリー - リカーブ 50m・30mラウンド - コンパウンド 50m・30mラウンド - リカーブ 30mダブルラウンド - コンパウンド 30mダブルラウンド | - 卓球 - 一般卓球 - サウンドテーブルテニス - フライングディスク - アキュラシー - アキュラシー・ディスリート・ファイブ - アキュラシー・ディスリート・セブン - ディスタンス - ディスタンス・メンズ・シティング - ディスタンス・メンズ・スタンディング - ディスタンス・レディース・シティング - ディスタンス・レディース・スタンディング - ボウリング - ボッチャ |

#### 団体競技
- 車いすバスケットボール
- グランドソフトボール
- フットソフトボール
- バレーボール
  - 身体障害（聴覚障害）部門
  - 知的障害部門
  - 精神障害部門（男女混合）
- バスケットボール
- ソフトボール
- サッカー

### オープン競技
オープン競技として、ふうせんバレーボール、卓球バレー、車いすダンス、スポーツウエルネス吹矢、車いすテニスなどが行われたことがある。